# بندیر
بندیر (انگلیسی: bendir؛ عربی: بندیر؛ جمع: بنادیر)، یک ساز کوبه‌ای قاب‌دار است با قابی چوبی و پوستی که بر روی آن کشیده شده‌است. واژه بندیر در زبان ترکی استانبولی به معنی ساز کوبه‌ای قابدار بزرگ دستی است.
بندیر به عنوان ساز سنتی در آفریقای شمالی، و همچنین در مصر باستان و بین‌النهرین استفاده می‌شده‌است. و در شمال آفریقا به عنوان ساز سنتی استفاده می‌شود. این ساز اساساً در کشورهای مراکش، الجزایر، تونس، لیبی و گاهی در مصر استفاده می‌شود.
بندیر در مراسم خاص صوفی‌ها نیز استفاده می‌شود. مشخصه مراسم صوفی‌ها استفاده از موسیقی، ریتم، حرکات موزون (رقص سماع) برای رسیدن به خودآگاهی است.

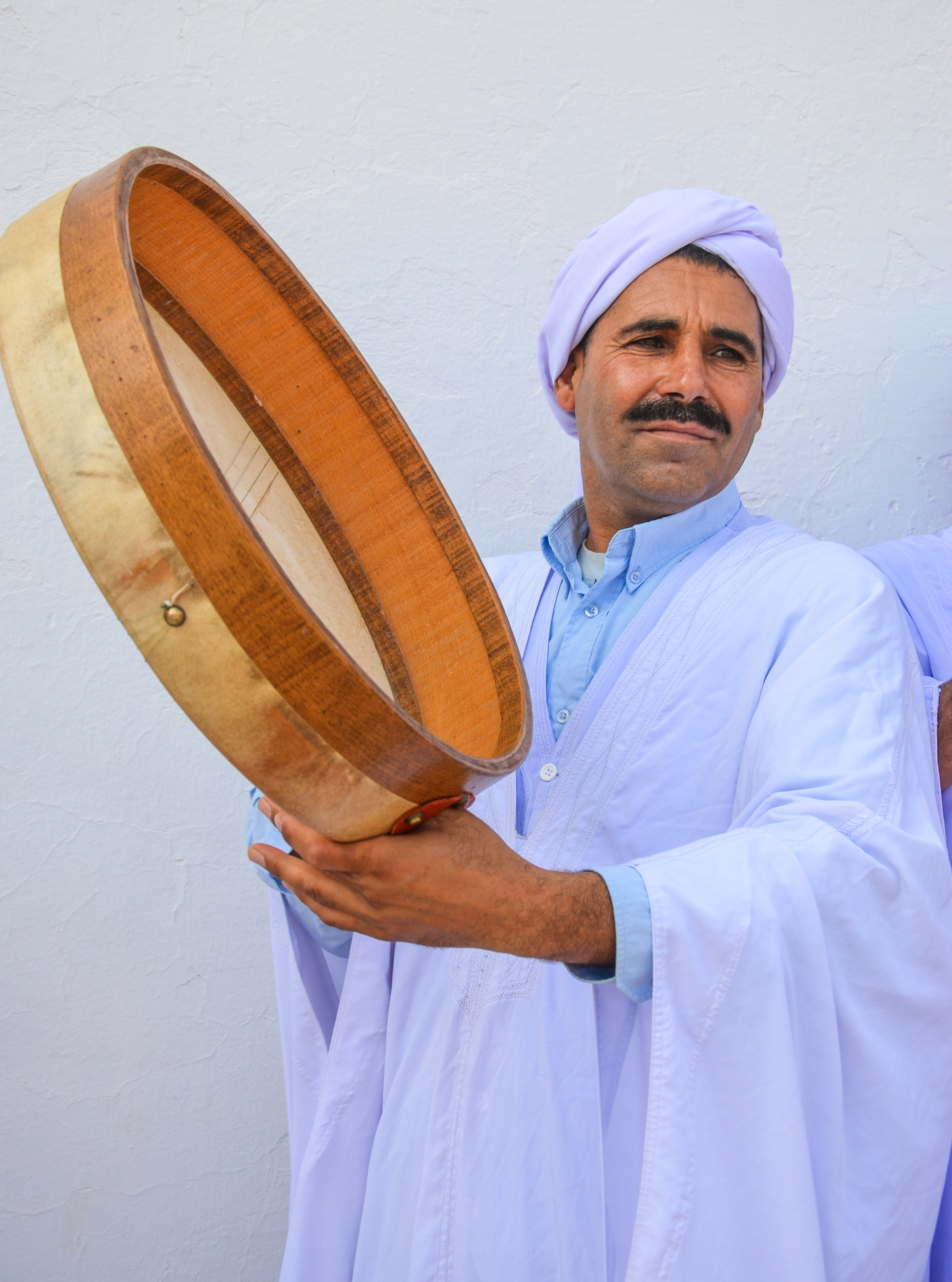
مردی در حال تواختن بندیر

بندیر برخلاف تمبورین یا «دایره زنگی» فاقد سنج یا زنگوله است و به‌جای آن اغلب یک یا چند زه دارد که از روده حیوانات ساخته شده و در قطر قاب کشیده شده‌است. وقتی با انگشتان یا کف دست به پوست ضربه زده می‌شود صدای وزوز مانندی از آن ایجاد می‌شود. همانند اکثر سازهای کوبه‌ای قابدار، بندیر نیز از یک قاب چوبی که پوست روی آن کشیده شده‌است ساخته می‌شود.
یک سوراخ کوچک در قسمت تحتانی قاب این ساز برای ایجاد تعادل وجود دارد که با قرار دادن انگشت شصت دست چپ در آن به حفظ تعادل در هنگام نوازندگی کمک می‌شود.
نسخه‌ای از بندیر در ایرلند وجود دارد که به نام بادران (انگلیسی: Bodhrán) معروف است که معمولاً با ضربه چوب نواخته می‌شود.
قطر قاب بندیر حدوداً بین ۳۵ تا۴۰ سانتی‌متر است.